# 陳秀寳
陳秀寳（1972年10月11日—），中華民國政治人物，民主進步黨籍，現任立法委員、民主進步黨立法院黨團副書記長，曾任彰化縣議會議員。

## 政治生涯
2020年參選彰化縣第一選舉區立法委員，以7,501票差距擊敗尋求連任的中國國民黨籍立委柯呈枋，成為該區首位民主進步黨籍立委；2024年以全縣最高票連任。其父為前立委陳進丁，曾於2008年代表無黨團結聯盟於同選區爭取連任失利、2012年代表民進黨於同選區以數百票些微之差落選。

## 成立國會打詐連線
2024年3月13日，因應近年來詐騙手法推陳出新，許多民眾深受其害。民進黨立委陳俊宇、陳亭妃、吳琪銘、李坤城、林岱樺、陳秀寳、黃秀芳等人，在立法院舉行「打詐全方位，保護零死角」國會打詐連線成立記者會，宣布組成連線，訴求訂立打詐專法「詐欺犯罪防治條例」，以完善犯罪預防、金融管理、電信管理、網路管理、刑事司法，強化防堵詐騙機制，保障人民權益。
國會打詐連線中，立委陳亭妃表達連線的主要訴求，現行的法規無法應對新型態層出不窮的詐騙手法與犯罪，應該訂立專法防制詐騙。
而立委陳秀寳則呼籲，各大網路社群平台應履行企業社會責任，與政府建立密切合作管道，並定期檢討相關防詐機制成效。而立委李坤城則主張自己將提案，主張犯罪首謀應加重刑責，將詐騙視為組織犯罪，應提高對犯罪首謀的刑責。
立委吳琪銘則表示，台灣詐欺案件在進入司法程序後，最後宣告刑往往有相較於法定刑偏輕的狀況，妥適的量刑標準也是法官依法審判的靠山，法務部應針對量刑的部分訂立完善的標準，若在法定刑罰不足的部分也能儘速檢討修正。
立委黃秀芳則代表連線提出基層執法單位的需求，認為面對先進的詐騙，必須要有先進的執法工具和授權，同時兼顧對人權的保障。例如推動科技偵查執法的制度，讓「M化車」等科技偵查措施合理合法使用，成為執法防堵詐騙的有效手段。
最後，立委陳俊宇表示，他建議修法提高電信業者的違規成本，針對未落實查核者加重罰鍰。因為電信業者本身就應該肩負起其社會責任，落實用戶查核，以免詐騙集團一再利用人頭戶申辦門號、辦假帳號進行詐欺。

## 選舉紀錄
| 年度 | 選舉屆數               | 選舉區           | 所屬政黨   | 得票數 | 得票率 | 當選標記   | 備註 |
| ---- | ---------------------- | ---------------- | ---------- | ------ | ------ | ---------- | ---- |
| 2009 | 第十七屆彰化縣議員選舉 | 彰化縣第二選舉區 | 無黨籍     | 9,666  | 11.08% |            |      |
| 2014 | 第十八屆彰化縣議員選舉 | 彰化縣第二選舉區 | 民主進步黨 | 11,393 | 11.66% |            |      |
| 2018 | 第十九屆彰化縣議員選舉 | 彰化縣第二選舉區 | 民主進步黨 | 9,497  | 10.11% |            |      |
| 2020 | 第十屆立法委員選舉     | 彰化縣第一選舉區 | 民主進步黨 | 96,191 | 52.03% |            |      |
| 2024 | 第十一屆立法委員選舉   | 彰化縣第一選舉區 | 民主進步黨 | 98,437 | 54.57% | 全縣最高票 |      |

## 外部連結
- 陳秀寳的Facebook專頁